# Българско училище „Бачо Киро“ (Алкоркон)
Българското училище „Бачо Киро“ е училище на българската общност в град Алкоркон, Испания. Създадено е през 2011 г. В него се преподават предмети по български език и литература, история и география на България. Към учебната 2023/2024 г. в него се обучават деца в подготвителна група и ученици от I до XII клас.

## История
Училището е открито на 12 ноември 2011 г. от Асоциация „Слово“ – асоциация на българските учители в Мадрид. През 2012 г. то е лицензирано от Министерството на образованието и науката на България.